# Líbano en el Festival de la Canción de Eurovisión
Líbano nunca ha participado en el Festival de la Canción de Eurovisión. Télé Liban, la cadena miembro de Eurovisión del país, haría su debut en el Festival de Eurovisión 2005 con la canción Quand tout s'enfuit (en español: Cuando todo se escapa) de Aline Lahoud, pero fue forzada a retirarse después de anunciar que por motivos legales no podía emitir la participación israelí de Shiri Maimon. En el Líbano, está prohibido emitir contenido israelí en televisión.

## Elección interna
El 21 de octubre de 2004, Ibrahim El Khoury, director general de Télé-Liban, anunció que Líbano participaría por primera vez en el Festival de Eurovisión 2005, a celebrarse en Kiev, Ucrania. El 3 de noviembre, Aline Lahoud fue elegida internamente por la cadena para representar al país con el tema "Quand tout s'enfuit", interpretado en la antigua lengua colonial, el francés y escrito pot Jad Rahbani y Romeo Lahoud (tío de Aline), la cual fue escogida a mediados de febrero de 2005. Lahoud debía presentarse en la semifinal del certamen, que se celebró el 19 de mayo.
| Año                            | Sede | Artista(s)   | Canción             | Final    | Pts      | Semifinal | Pts      |
| ------------------------------ | ---- | ------------ | ------------------- | -------- | -------- | --------- | -------- |
| 2005                           | Kiev | Aline Lahoud | Quand tout s'enfuit | Retirado | Retirado | Retirado  | Retirado |
| No participó entre 2006 y 2025 |      |              |                     |          |          |           |          |

## Retirada
El 15 de diciembre de 2004, Télé-Liban anunciaba su retirada del certamen debido a dificultades económicas, negando que fuese por problemas diplomáticos con Israel. Sin embargo, cinco días después, la Unión Europea de Radiodifusión (EBU) alcanzó un acuerdo con la cadena y el país fue inscrito en la lista oficial de participantes.
A inicios de marzo de 2005, la web libanesa del Festival de Eurovisión omitió la entrada israelí como participante, en cumplimiento de la legislación local. Cuando la UER exigió a Télé-Liban resolver el asunto en 24 horas bajo amenaza de eliminación, el sitio optó por eliminar toda la información sobre los participantes, reemplazándolo con un enlace a Eurovision.tv, el sitio oficial del festival. De esta manera, se cumplían las normas de Eurovisión que prohibían discriminar a un participante, y al mismo tiempo, se cumplía la prohibición local de mostrar contenido israelí (solo se mostraba un enlace a una web radicada en Suiza).
Posteriormente, la UER pidió a Télé-Liban que le asegurara que emitiría el certamen en su totalidad (como mandan las reglas del concurso). Eso incluía, por supuesto, la participación israelí. La cadena libanesa respondió que por imperativo legal no podía garantizar la emisión de la canción israelí, por lo que el 18 de marzo de 2005, Télé-Liban anunció su retiro del certamen. La legislación libanesa prohíbe mostrar contenido relacionado con Israel por televisión, anuncio que replicó Télé-Liban a través de su página web. Debido a que la televisora había optado por retirarse tres meses después del plazo establecido por Eurovisión, Télé-Liban fue finalmente sancionada, perdiendo su cuota de participación para el certamen y siendo vetada del festival por un período de tres años.